# Мозес Джеймс
Мозес Джеймс (англ. Moses James; нар. 25 червня 1968) — нігерійський професійний боксер, призер чемпіонату світу серед аматорів.

## Аматорська кар'єра
На Всеафриканських іграх 1987 завоював бронзову медаль.
На Всеафриканських іграх 1991 став чемпіоном.
На чемпіонаті світу 1991 завоював бронзову медаль.
- В 1/8 фіналу переміг Сук Хюн Кім (Південна Корея) — 31-23
- У чвертьфіналі переміг Вукашина Добрасиновича (Югославія) — 15-12
- У півфіналі програв Кості Цзю (СРСР) — 4-25

На Олімпійських іграх 1992 програв в першому бою.

## Професіональна кар'єра
Дебютував на профірингу 1993 року. За весь час провів 21 бій. 1996 року завоював титул чемпіона WBF в першій напівсередній вазі. 1997 року зазнав першої поразки від пуерториканця Джон Джон Моліна.